# Użalino
Użalino, Dębówka (lit. Ąžuolinė, ru. Дубовка) − wieś na Litwie, w rejonie wileńskim, 2 km na południe od Bezdanów, zamieszkana przez 120 ludzi. Przed II wojną światową w Polsce, w powiecie wileńsko-trockim województwa wileńskiego.